# Thomas Bodmer (Politiker)
Thomas Bodmer (* 28. März 1960 in Aarau) ist ein Schweizer Politiker (SVP).

## Biografie
Bodmer besuchte die Primarschule in Mellingen und Untersiggenthal, die Bezirksschule in Turgi und die Kantonsschule in Baden. Nach der Matur C 1979 studierte er an der Universität Zürich Wirtschaft, wo er 1984 als lic. oec. publ. einen Abschluss machte.
Beruflich war Bodmer zuerst bei einer Wirtschaftsorganisation im Bereich Marketing und anschliessend in einer Marktforschungsgesellschaft tätig. 1990 beteiligte er sich an einer kleinen Treuhandgesellschaft, wobei die ursprünglich geplante Nachfolgeregelung dann 1999 doch nicht zu Stande kam. Nach der Weiterbildung zum Steuerexperten war Thomas Bodmer bei Pricewaterhousecoopers, BDO Visura und KPMG in führender Stellung bei grossen Treuhandgesellschaften tätig, wo er sich als Mehrwertsteuerspezialist national und international einen Namen machte.
Daneben baute Bodmer eine politische Laufbahn auf und wurde 1997 in den Einwohnerrat von Wettingen gewählt. Im Jahr 2001 wurde er als SVP-Mitglied in den Grossen Rat des Kantons Aargau gewählt und 2005 wiedergewählt. Ende 2007 legte er sein Grossratsmandat aus beruflichen Gründen nieder. Er beschäftigte sich vor allem mit Finanz- und Wirtschaftspolitik und ist Gründer des Bundes der Steuerzahler Aargau.

## Weblink
- Webpräsenz

| Personendaten    | Personendaten             |
| ---------------- | ------------------------- |
| NAME             | Bodmer, Thomas            |
| KURZBESCHREIBUNG | Schweizer Politiker (SVP) |
| GEBURTSDATUM     | 28. März 1960             |
| GEBURTSORT       | Aarau                     |